# Schulpolitischer Entwurf des Buchenwalder Volksfrontkomitees
Der Schulpolitische Entwurf des Buchenwalder Volksfrontkomitees (Entwurf schulpolitischer Sofortmaßnahmen) ist ein Manifest zu schulpolitischen Grundfragen, das vom Volksfrontkomitee im Konzentrationslager Buchenwald im Rahmen der Planung des deutschen demokratischen Wiederaufbaus verabschiedet wurde.
Im Konzentrationslager Buchenwald konstituierte sich das Volksfrontkomitee unter Leitung von Hermann Brill 1944. Hier hatten Antifaschisten über weltanschauliche und Parteigrenzen hinweg Pläne für den demokratischen Neuanfang erarbeitet. Dieses beschäftigte sich von August bis Oktober 1944 mit schulpolitischen Grundfragen. Im Ergebnis dieser Arbeit der Erziehungskommission stand der Entwurf von schulpolitischen Sofortmaßnahmen, welche Hans Brumme bis zum Tag der Befreiung des KZ Buchenwald aufbewahrte. Die schulpolitischen Sofortmaßnahmen enthielten unter anderem folgende Forderungen:
- Die Reinigung des Lehrkörpers aller öffentlichen Schulen nach den allgemeinen beamten- und arbeitsrechtlichen Bestimmungen.

- Mit dem Ende des Schuljahres 1944/45 sind die Mittel- und Hauptschulen aufzulösen.

- Der Religionsunterricht wird durch einen Lebenskundeunterricht ersetzt.

- Übertragung der  Lehrerausbildung an die Universität in eine extra zu errichtende philosophisch-pädagogische Fakultät.

- Zulassung der  Schülerselbstverwaltung und Einrichtung von Elternbeiräten.

Weitere Aussagen finden sich zur Unentgeltlichkeit der Lehrmittel, zu Erziehungsbeihilfen, zur Herabsetzung der Pflichtstundenzahl für Lehrer, zur Wiedereröffnung der Volkshochschulen.